# Copperas Cove
Copperas Cove ist eine City des Coryell County und liegt im Bundesstaat Texas in den USA.

## Geographie
Das Gemeindegebiet reicht in Ausläufern nach Bell und Lampasas County hinein. Die Entfernung zu den östlich gelegenen Städten Killeen und Fort Hood beträgt 10 bzw. 15 Kilometer. 80 Kilometer nordöstlich liegt Waco, 80 Kilometer südlich Austin. Die Hauptverkehrsstraße U.S. Highway 190 verläuft durch die Stadt. Da die Umgebung bergig ist, nennt sich Copperas Cove auch City of Five Hills.

## Geschichtliches

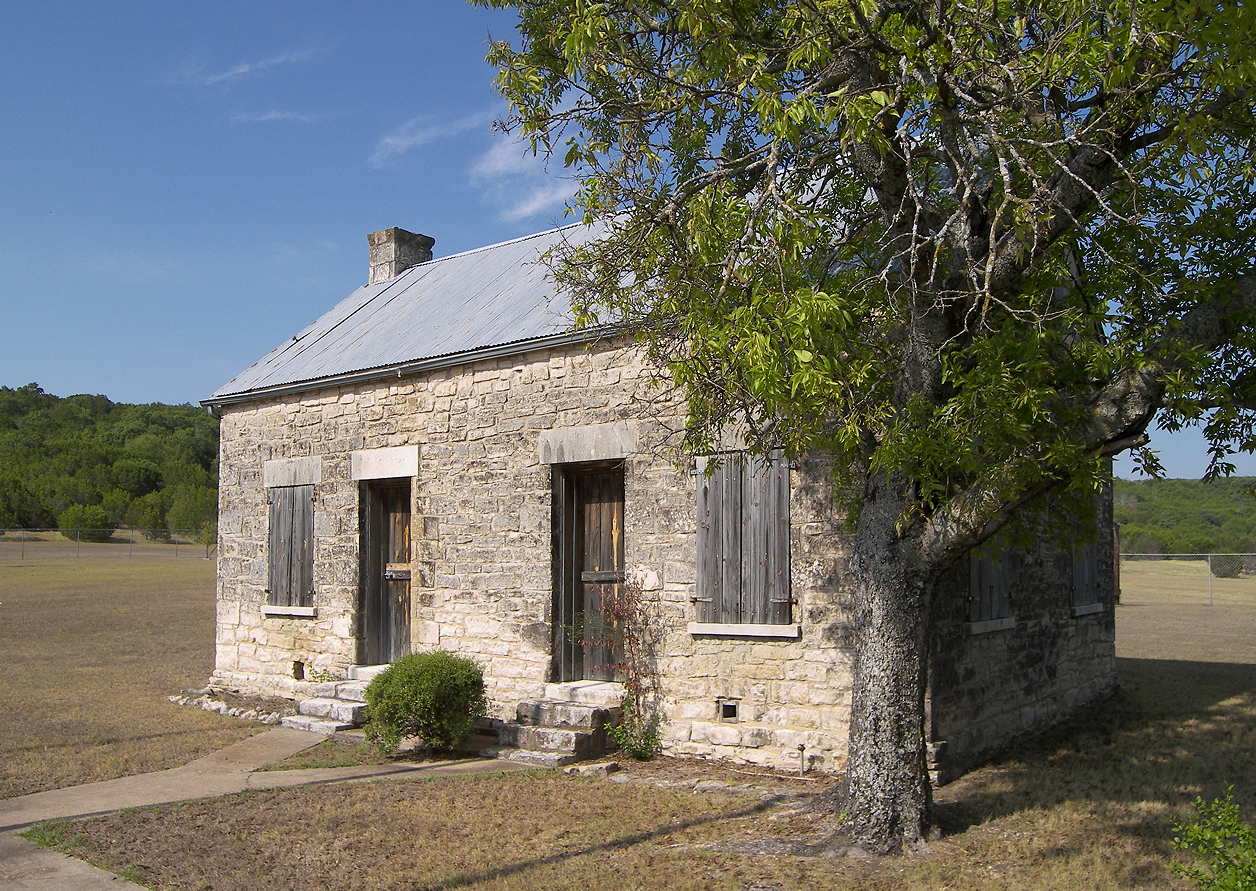
Copperas Cove Stagestop and Post Office

Erste Bewohner ersuchten die Behörden im Jahre 1879 ihre Siedlung um ein Postgebäude und ein Ladengeschäft unter dem Namen Cove zu etablieren. Dies wurde jedoch nicht genehmigt, da ein Ort gleichen Namens in der Nähe bereits existierte. Daraufhin wurde der Name Coperas Cove eingetragen, da in der Nähe mineralhaltige Quellen vorhanden waren, im Jahre 1901 jedoch in das heute gültige Copperas Cove geändert. Mit der Anbindung an die Gulf, Colorado and Santa Fe Railway erlebte der Ort einen wirtschaftlichen Aufschwung. Nachdem die ersten Einwohner zunächst hauptsächlich von der Landwirtschaft gelebt hatten, ist die Militärbasis Fort Cavazos, ehemals Fort Hood, heute der Hauptarbeitgeber.
Die Liste der Einträge im National Register of Historic Places im Coryell County sowie das National Register of Historic Places führen auch das Copperas Cove Stagestop and Post Office unter der ID-Nummer 79002928 auf.

## Demographische Daten
Im Jahre 2011 wurde eine Einwohnerzahl von 32.155 Personen ermittelt, was eine Steigerung um 8,7 % gegenüber dem Jahr 2000 bedeutet. Das Durchschnittsalter der Bewohner lag im Jahre 2011 mit 29,0 Jahren sehr deutlich unter dem Durchschnittswert von Texas, der 40,8 Jahre betrug.

## Söhne und Töchter der Stadt
- Charles Tillman (* 1981), American-Football-Spieler
- Steffin McCarter (* 1997), Weitspringer